# Kult (groupe de musique)
Pour les articles homonymes, voir Kult.
Kult est un groupe rock polonais fondé en 1982.
Il tire ses racines du punk et est influencé par le jazz et le reggae; ses paroles (contestataires et violentes) de la poésie.

## Membres
Les membres fondateurs sont :
- Tadeusz Bagan
- Dariusz Gierszewski
- Kazik Staszewski
- Piotr Wieteska

En 2005 le groupe est composé des artistes suivants :
- Krzysztof Banasik
- Tomasz Goehs
- Tomasz Glazik
- Janusz Grudziński
- Piotr Morawiec
- Kazik Staszewski
- Ireneusz Wereński
- Janusz Zdunek

En 2017 le groupe est composé des artistes suivants :
- Kazik Staszewski (chant)
- Janusz Grudziński (clavier)
- Piotr Morawiec (guitare)
- Ireneusz Wereński (basse)
- Tomasz Goehs  (batterie)
- Wojciech Jabłoński (guitare)
- Janusz Zdunek (trompette)
- Tomasz Glazik  (saxophone)
- Jarosław Ważny (trombone)

## Discographie
Bien qu'il ait été enregistré en septembre 1986, leur premier album, simplement titré Kult, sortit en juillet 1987. De nombreuses chansons (une vingtaine sur la quarantaine proposée) ne purent figurer sur l'album à cause de la censure appliquée par le gouvernement polonais. Les textes de ces chansons étaient dirigés contre "le système". La censure ayant pris fin avec la chute du communisme en Pologne, le groupe a ensuite connu du succès.
Albums studio
- 1987 : Kult
- 1987 : Posłuchaj to do ciebie
- 1988 : Spokojnie
- 1989 : Kaseta
- 1990 : 45-89
- 1991 : Your Eyes
- 1993 : Tata Kazika
- 1994 : Muj wydafca
- 1996 : Tata 2
- 1998 : Ostateczny krach systemu korporacji
- 2001 : Salon Recreativo
- 2005 : Poligono Industrial
- 2009 : Hurra
- 2013 : Prosto
- 2016 : Wstyd
- 2016 : Wstyd. Suplement 2016
- 2021 : Ostatnia płyta

Albums live
- 1989 : Tan
- 2010 : MTV Unpluged
- 2017 : Made in Poland
- 2017 : Made in Poland II